# كينيث بال (لاعب كريكت)
كينيث بال (16 مايو 1889 بنورثامبتون في المملكة المتحدة - 16 يناير 1958) (بالإنجليزية: Kenneth Ball)‏ هو لاعب كريكت بريطاني وبريطاني (وحمل سابقاً جنسية المملكة المتحدة لبريطانيا العظمى وأيرلندا). لعب مع نادي مقاطعة نورثامبتونشير للكريكت ‏.

## وصلات خارجية
- كينيث بال على موقع إي آس بي آن كريك إنفو (الإنجليزية)